# Чеботарёв, Николай Григорьевич
Никола́й Григо́рьевич Чеботарёв (3 [15] июня 1894, Каменец-Подольский — 2 июля 1947, Москва) — советский математик, алгебраист. Его именем названы теоремы о плотности, о критериях устойчивости целых функций, о матрице Вандермонда для корней из единицы.

## Биография
Родился в Каменце-Подольском в семье юриста в 1894 году. Вскоре семья переехала в Одессу, а в 1899 году — в Елисаветград. В 1907 году вновь переехал с родителями в Каменец-Подольский, где поступил в губернскую мужскую гимназию (окончил II отделение гимназии в 1914 году). С детства проявил выдающиеся способности к математике.
В 1912 году поступил в Киевский университет. Начиная со второго курса, посещал семинары профессора Д. А. Граве по теории аналитических и алгебраических функций. Со временем написал собственное сочинение на эту тему и доказал арифметическую теорему монодромии. В 1915 году из-за войны университет переехал в Саратов, где Чеботарёв сблизился с Б. Н. Делоне, одним из лучших учеников Граве. В 1916 году оставлен при университете для приготовления к профессорскому званию, которое получил в 1918 году.
В 1918—1921 годах состоял приват-доцентом при университете, а также занимался преподавательской работой в Киевских ВУЗах. В 1921 году уехал к родителям в Одессу, где продолжил свои исследования в Одесском институте народного образования.
В 1927 году получил назначение в Казанский университет на должность заведующего кафедрой математики.
В 1932 году выступал на Всемирном конгрессе математиков в Цюрихе с докладом, посвящённым столетию со дня смерти Эвариста Галуа.
Создал Казанскую алгебраическую школу, среди учеников, например, Наум Мейман.
В годы Великой Отечественной войны пытался уйти добровольцем на фронт, но был оставлен в тылу, где занимался исследованиями вибрации стволов морских орудий при выстреле.
За результаты работ дважды выдвигался в кандидаты на соискание Сталинской премии, но получил её только посмертно за монографию «Проблемы резольвент». Ещё в 1929 году был избран членом-корреспондентом Академии наук СССР; также в 1938 и 1946 годах выдвигался в действительные члены АН СССР, но не проходил по идеологическим причинам («В кружках по изучению марксизма-ленинизма, организованных парткомом для научных работников, не принимал и не принимает никакого участия», «проф. Чеботарёв относится к реакционной части профессуры» и т. п.).
В 1945 году стал первым директором Казанского физико-технического института АН СССР, однако проработал на этой должности всего год.
В 1947 году скончался от рака желудка после тяжёлой операции, за день до которой ещё делал доклад в Математическом обществе.
Похоронен на Арском кладбище в Казани.

## Награды и премии
- орден Ленина
- два ордена Трудового Красного Знамени (14.06.1944; 10.06.1945)
- Заслуженный деятель науки РСФСР и ТАССР
- Сталинская премия первой степени (1948, посмертно) — за фундаментальные исследования по теории алгебраических уравнений, изложенные в монографии «Проблемы резольвент» (1947)

## Память
- 14 мая 2010 года на здании главного корпуса Одесского национального университета имени И. И. Мечникова была установлена мемориальная доска, посвящённая Николаю Григорьевичу Чеботарёву.

## Книги
- Основы теории Галуа. Часть 1. М.-Л.: ОНТИ, (1934, переиздано в 2004)
- Основы теории Галуа, часть 2. М.-Л.: ОНТИ, (1937, переиздано в 2004)
- Теория групп Ли (1940, переиздано в 2003)
- Введение в теорию алгебр. М.-Л.: ГИТТЛ,(1949)
- Теория алгебраических функций. М.-Л.: ОГИЗ, (1948, переиздано в 2003, 2004)
- Многоугольник Ньютона (из сборника «Исаак Ньютон»). АН СССР, 1943
- Собрание сочинений. Том 1. М.-Л.: АН СССР, 1949
- Собрание сочинений. Том 2. М.-Л.: АН СССР, 1949